# Rocchetta e Croce
Rocchetta e Croce ist eine italienische Gemeinde (comune) mit 433 Einwohnern (Stand 31. Dezember 2024) in der Provinz Caserta in Kampanien. Sie ist Bestandteil der Comunità Montana Monte Maggiore. Die Gemeinde liegt etwa 23 Kilometer nordwestlich von Caserta an den Monti Trebulani.